# Inside Llewyn Davis
Inside Llewyn Davis (bra: Inside Llewyn Davis - Balada de um Homem Comum; prt: A Propósito de Llewyn Davis) é um filme do gênero comédia dramática, escrito e dirigido pelos irmãos Coen.
Lançada em 2013, a produção é estrelada por Oscar Isaac, Carey Mulligan e Justin Timberlake e narra a história do cantor e compositor Llewyn Davis (Oscar Isaac), que transita pela cena musical folk de Nova York no início dos anos 60.

## Prêmios e indicações
| Prêmio/evento           | Categoria                         | Recipiente                                                                                                | Resultado |
| ----------------------- | --------------------------------- | --- | --------- |
| Globo de Ouro 2014      | Melhor filme - comédia ou musical | Scott Rudin, Joel Coen, Ethan Coen (prod.)                                                                | Indicado  |
| Globo de Ouro 2014      | Melhor ator - comédia ou musical  | Oscar Isaac                                                                                               | Indicado  |
| Globo de Ouro 2014      | Melhor canção original            | Ed Rush, George Cromarty, T Bone Burnett, Justin Timberlake, Joel Coen, Ethan Coen ("Please Mr. Kennedy") | Indicado  |
| Oscar 2014              | Melhor fotografia                 | Bruno Delbonnel                                                                                           | Indicado  |
| Oscar 2014              | Melhor som                        | Skip Lievsay, Greg Orloff, Peter F. Kurland                                                               | Indicado  |
| BAFTA 2014              | Melhor roteiro original           | Joel Coen, Ethan Coen                                                                                     | Indicado  |
| BAFTA 2014              | Melhor cinematografia             | Bruno Delbonnel                                                                                           | Indicado  |
| BAFTA 2014              | Melhor som                        | Peter F. Kurland, Skip Lievsay, Greg Orloff, Paul Urmson                                                  | Indicado  |
| Festival de Cannes 2013 | Grande Prêmio                     | Grande Prêmio                                                                                             | Venceu    |
| Festival de Cannes 2013 | Palma de Ouro (melhor filme)      | Palma de Ouro (melhor filme)                                                                              | Indicado  |

## Elenco
- Oscar Isaac ... Llewyn Davis
- Carey Mulligan ... Jean Berkey
- John Goodman ... Roland Turner
- Garrett Hedlund ... Johnny Five
- Justin Timberlake ... Jim Berkey
- F. Murray Abraham ... Bud Grossman
- Stark Sands ... Troy Nelson
- Jeanine Serralles ... Joy
- Adam Driver ... Al Cody
- Ethan Phillips ... Mitch Gorfein

## Recepção
O filme foi bem-recebido pela crítica especializada, sendo considerado uma tragicomédia "requintadamente triste e engraçada", uma verdadeira homenagem à música folk. Estreou no Festival de Cannes em 2013 e ganhou o segundo prêmio mais importante do festival, o Grand Prix, desde então tem chamado a atenção do público e dos críticos. A produção foi preterida para indicações ao Oscar 2014, sendo lembrada em apenas duas categorias técnicas - fotografia e mixagem de som - porém não levou nenhum dos prêmios.